# Eutelia hupopalia
Eutelia hupopalia is een vlinder uit de familie van de Euteliidae. De wetenschappelijke naam van de soort is voor het eerst geldig gepubliceerd in 1920 door Rothschild.